# Список глав государств в 240 году до н. э.
| 241 до н. э. ← Список глав государств по годам → 239 до н. э. |

## Азия
- Анурадхапура — Суратисса, царь (247 до н. э. — 237 до н. э.)
- Аулак — Ан Зыонг-выонг, князь (257 до н. э. — 207 до н. э.)
- Вифиния — Зиэл, царь (254 до н. э. — 228 до н. э.)
- Греко-Бактрийское царство  — Диодот I, царь (ок. 250 до н. э. — ок. 235 до н. э.)
- Иберия — Фарнаваз I, царь (299 до н. э. — 234 до н. э.)
- Каппадокия — Ариарамн, царь (280 до н. э. — 230 до н. э.)
- Китай (Период Сражающихся царств) : 
  - Вэй — Цзинмин (Вэй Ву), ван (243 до н. э. — 228 до н. э.)
  - Хань — Хуан-хуэй, ван (272 до н. э. — 239 до н. э.)
  - Ци — Цзянь (Тянь Цзянь), ван (264 до н. э. — 221 до н. э.)
  - Цинь — Цинь Шихуанди (Ин Чжэн), ван (246 до н. э. — 221 до н. э.)
  - Чжао — Даосян (Чжао Янь), ван (244 до н. э. — 236 до н. э.)
  - Чу  — Каоли (Сюн Юань), ван (262 до н. э. — 238 до н. э.)
  - Янь — Си (Цзи Си), ван (255 до н. э. — 222 до н. э.)
- Маурьев империя — Ашока, император (272 до н. э./268 до н. э. — 232 до н. э.)
- Парфия — Аршак I, царь (ок. 247 до н. э. — ок. 217 до н. э.)
- Пергамское царство — Аттал I Сотер, правитель (241 до н. э. — 238 до н. э.)
- Понтийское царство — Митридат II, царь (ок. 250 до н. э. — ок. 220 до н. э.)
- Сабейское царство — Наша Караб Юхаман, царь (250 до н. э. — 230 до н. э.)
- Селевкидов государство — Селевк II Каллиник, царь (246 до н. э. — 225 до н. э.)
- Софенское царство: 
  - Сам I, царь (260 до н. э. — 243 до н. э./240 до н. э.)
  - Аршам, царь (243 до н. э./240 до н. э. — 228 до н. э.)
- Япония — Корэй, тэнно (император) (290 до н. э. — 215 до н. э.)

## Африка
- Египет — Птолемей III Эвергет, царь (246 до н. э. — 222 до н. э.)
- Мероитское царство (Куш) — Аркамани II, царь (ок. 248 до н. э. — ок. 220 до н. э.)
- Нумидия —  Гала, царь Восточной Нумидии  (ок. 250 до н. э. — 207 до н. э.)

## Европа
- Афины:
  - Лисиад, архонт (241 до н. э. — 240 до н. э.)
  - Афенодор, архонт (240 до н. э. — 239 до н. э.)
- Ахейский союз — Арат Сикионский, стратег (245 до н. э. — 244 до н. э., 243 до н. э. — 242 до н. э., 241 до н. э. — 240 до н. э., 239 до н. э. — 238 до н. э., 237 до н. э. — 236 до н. э., 235 до н. э. — 234 до н. э., 233 до н. э. — 232 до н. э., 231 до н. э. — 230 до н. э., 229 до н. э. — 228 до н. э., 227 до н. э. — 226 до н. э., 225 до н. э. — 224 до н. э., 223 до н. э. — 222 до н. э., 220 до н. э. — 219 до н. э., 217 до н. э. — 216 до н. э., 215 до н. э. — 214 до н. э.)
- Боспорское царство — 
  - Спарток IV, царь (ок. 245 до н. э. — ок. 240 до н. э.)
  - Левкон II, царь (ок. 240 до н. э. — ок. 220 до н. э.)
- Ирландия — Рудрайге мак Ситриги[англ.], верховный король (289 до н. э. — 219 до н. э.) [1]
- Македонское царство — Антигон II Гонат, царь (277 до н. э. — 274 до н. э., 272 до н. э. — 239 до н. э.)
- Одрисское царство (Фракия) — 
  - Котис III, царь (ок. 260 до н. э. — 240 до н. э.)
  - Рескупорид I, царь (240 до н. э. — 215 до н. э.)
- Пеония — Дропион, царь (ок. 250 до н. э. — ок. 230 до н. э.)
- Римская республика:
  - Гай Клавдий Центон, консул (240 год до н. э.)
  - Марк Семпроний Тудитан, консул (240 год до н. э.)
- Сиракузы:
  - Гиерон II, царь (270 до н. э./269 до н. э. — 215 до н. э.)
  - Гелон II, царь (240 до н. э. — 215 до н. э.)
- Спарта:
  - Леонид II, царь (254 до н. э. — 243 до н. э., 241 до н. э. — 235 до н. э.)
  - Эвридамид, царь (241 до н. э. — 228 до н. э.)
- Эпирское царство — Пирр II, царь (255 до н. э. — 237 до н. э.)

## Галерея
- Птолемей III Эвергет  
 246 до н.э.—222 до н.э. 
 Царь Египта
- Антигон II Гонат  
 277 до н.э.—274 до н.э., 272 до н.э.—239 до н.э. 
 Царь Македонии
- Селевк II Каллиник  
 246 до н.э.—225 до н.э. 
 Царь государства Селевкидов
- Аршак I  
 247 до н.э.—217 до н.э. 
 Царь Парфии
- Аттал I Сотер 
 241 до н.э.—238 до н.э. 
 Правитель Пергама
- Фарнаваз I 
 299 до н.э.—234 до н.э. 
 Царь Иберии
- Диодот I  
 250 до н.э.—235 до н.э. 
 Греко-бактрийский царь
- Цинь Шихуанди  
 246 до н.э.—221 до н.э. 
 Ван царства Цинь
- Гиерон II  
 270/269 до н.э.—215 до н.э.  
 Царь Сиракуз
- Аршам  
 243/240 до н.э.—228 до н.э.  
 Царь Софены
- Корэй  
 290 до н.э.—215 до н.э. 
 Император Японии